# جيرمان سكاروني
جيرمان سكاروني مواليد 27 فبراير 1975 في بوينس آيرس، هو لاعب كرة سلة أرجنتيني بدأ مسيرته الاحترافية في سنة 1993. يبلغ طوله 6 قدم 3 بوصة (1.9 م). مثّل منتخب بلاده.

## فرق لعب لها
- فيرتوس بالاكانسترو بولونيا
- فيكتوريا يبرتاس بيزارو

## روابط خارجية
- جيرمان سكاروني على موقع الاتحاد الدولي لكرة السلة (الإنجليزية)
- جيرمان سكاروني على موقع الدوري الأوروبي لكرة السلة (الإنجليزية)
- جيرمان سكاروني على موقع كرة السلة الأوروبية.كوم (الإنجليزية)
- جيرمان سكاروني على موقع ريلجم (الإنجليزية)
- جيرمان سكاروني على موقع بروبوليرز (الإنجليزية)
- جيرمان سكاروني على موقع سبورتس رفرنس (الإنجليزية)
- جيرمان سكاروني على موقع أوليمبيديا (الإنجليزية)